# Erik Lönnerholm
Erik Artur Torvald Lönnerholm, född 8 januari 1908 i Jönköpings Kristina församling som då hette Jönköpings östra församling, död 25 december 1993 i Linköpings domkyrkoförsamling, var en svensk lärare, språkforskare och författare.
Han föddes i Jönköping som son till spinnare Knut Oskar Johansson och Anna Beda, ogift Blom. Efter studentexamen 1927 inledde han akademiska studier. Han blev filosofie kandidat vid Lunds universitet 1930 och teologie kandidat 1935 varpå han gjorde provår vid Göteborgs latinläroverk 1938–1939. Han blev vikarierande lektor vid högre allmänna läroverket i Västerås 1934, vikarierande adjunkt vid Norra Real i Stockholm 1935–1936 och 1937–1938, extralärare vid högre allmänna läroverket i Falun 1936–1937, vid Vasa högre allmänna läroverk i Göteborg 1939, adjunkt vid högre allmänna läroverket i Karlskrona 1942 och i kristendomskunskap och modersmål vid högre allmänna läroverket i Linköping från 1947.
Erik Lönnerholm hade också olika förtroendeuppdrag. Han var styrelseledamot i Målsmännens riksförbund 1955–1964, ledamot av stadsfullmäktige i Linköping 1952–1959 samt skolstyrelsen från 1960, han satt i namnberedningen och kyrkofullmäktige samt var bisittare i rådhusrätten vid vissa sjörättsmål. Han skrev artiklar i Säbyboken, Ydre-boken och Sveriges bebyggelse. Han gjorde uppteckningar av dialekter, ortnamn och folkminnen i Småland och Östergötland från 1929 och medverkade med artiklar om detta samt i pedagogiska frågor i tidningar och tidskrifter. Han var riddare av Nordstjärneorden (RNO). Som språkforskare medverkade han kontinuerligt i Radio Jönköping där han redogjorde för olika dialektala ord och spridningen av dessa.
Han var från 1937 gift med folkskolläraren Margit Tengroth (1910–2000), dotter till överlärare Gustav Tengroth och Rosalie Tengman. De fick sönerna Torsten 1939, Gudmar 1941, Torolf 1944, Erland 1945 (död 1966) och Erik 1950.
Han är begravd på Linköpings västra griftegård med hustru och son.